# اراج
اَراج یکی از محله‌های بسیار قدیمی شمیران است که مملو از باغ‌ها و فضای سبز بیشماری بوده‌است. امروزه علی‌‌رغم ساخت و سازهای صورت گرفته همچنان دارای باغات و فضاهای زیادی نسبت به دیگر نقاط تهران می‌باشد و همچنان هوای این منطقه از لطافت خاصی برخوردار است.
این منطقه از شمال به بلوار لشکرک (ارتش)، از غرب خیابان لنگری و شرق اتوبان امام علی و منطقه ازگل و از جنوب به بزرگراه صدر محدود می‌شود.
در‌حال حاضر بخش انتهایی بزرگراه صیاد شیرازی از شمال بعد از پل بزرگراه صدر ، خیابان گلزار، خیابان صنایع یا شهید فخری‌زاده، خیابان تیموری، خیابان ۲۲ بهمن و خیابان پروین مسیرهای ارتباطی این محله را تشکیل داده‌اند. 
دو بیمارستان نیکان (خصوصی) و چمران (دولتی وابسته به وزارت دفاع) در این محله واقع شده‌اند. 
قنات اراج که از دیر باز باغات و زمین‌های کشاورزی روستا را آبیاری می‌کرده‌است یادگاری از گذشته‌است که هنوز جاری است.
دوغ اراج که سمبل اراج بوده‌ است هنوز در خاطره قدیمی‌های تهران باقی است و در روزگاری نه چندان دور مردم تهران برای نوشیدن این دوغ به این منطقه می‌آمده‌اند. اما امروزه جز خاطره‌ای از آن باقی نمانده‌است. تولیدکننده این نوشیدنی خانواده عروجی و حسین عروجی بودند که این نوشیدنی را به صورت سنتی تهیه می‌کردند. خانواده عروجی  از خانواده های شمیران  بودند و تولیدی خود را خانوادگی اداره می‌کردند. 
عروجی از طایفه‌های اصلی این منطقه است. اما از دیگر طایفه‌های روستا که در زمان‌های دور از لواسان روستای آهار به این منطقه مهاجرت نموده‌اند می‌توان طایفه سیفان را نام برد. همچنین از دیگر طایفه‌های روستا قیدی است.
در ضلع شرقی اراج، محله‌ای قدیمی بنام اکبر آباد وجود‌ دارد. نام این محله از نام شخصی بنام علی اکبر اثباتی گرفته شده و دلیل این نام‌گذاری این است که این فرد اولین کسی بوده‌است که از لواسان، روستای برگ جهان، به این منطقه مهاجرت نمود و مردم اراج به او دایی علی اکبر می‌گفتند.
در ضلع شمالی اراج محله لارک و باغات گیلاس لارک واقع شده‌است که در قدیم متعلق به هیلدا دانش ارفع همسر تیمسار حسن ارفع بوده‌است.
همچون دیگر روستاهای شمیران، روستای اراج نیز برای خود قبرستانی داشته‌ است که این قبرستان در ضلع شمال غربی و غرب این روستا قرار داشته‌ است که هم‌اکنون میدان اراج و بخشی از خیابان و همچنین دبیرستان رضایی راد در آن واقع شده‌ است.